# Шпиль

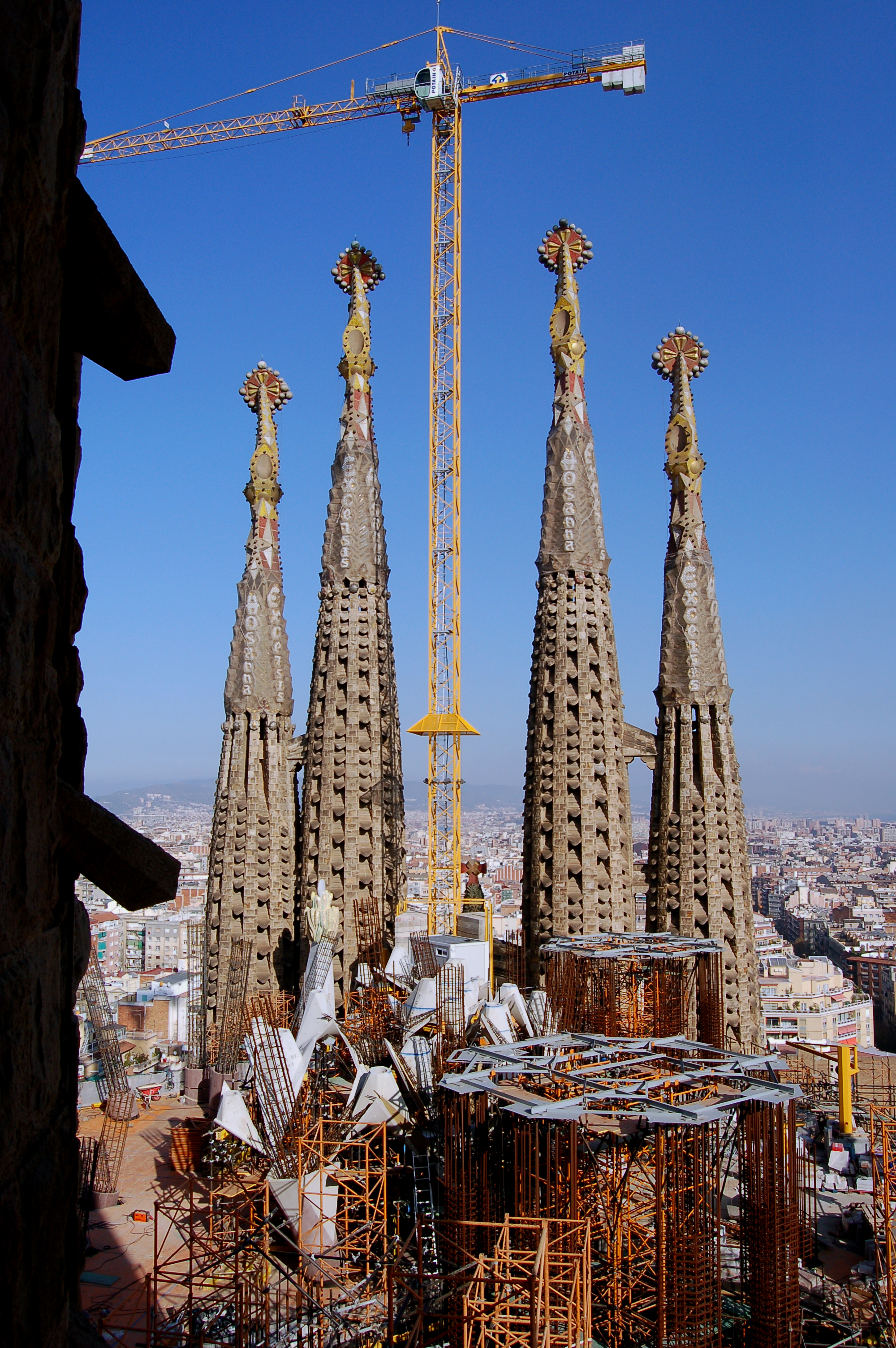
Шпилі храму Святого Сімейства у Барселоні

Шпиль (від нім. Spille) — вертикальне завершення будівлі у формі сильно витягнутих догори конуса чи піраміди, увінчаних флюгером, прапором, релігійним символом та ін.

## Позолоченні шпилі
Найбільш величними позолоченими шпилями у світі вважаються, встановлені на куполі Петропавлівського собору у Санкт-Петербурзі, Головному адміралтействі Санкт-Петербурга, Головному павільйоні ВДНГ у Москві, Головному павільйоні Національного експоцентру України.

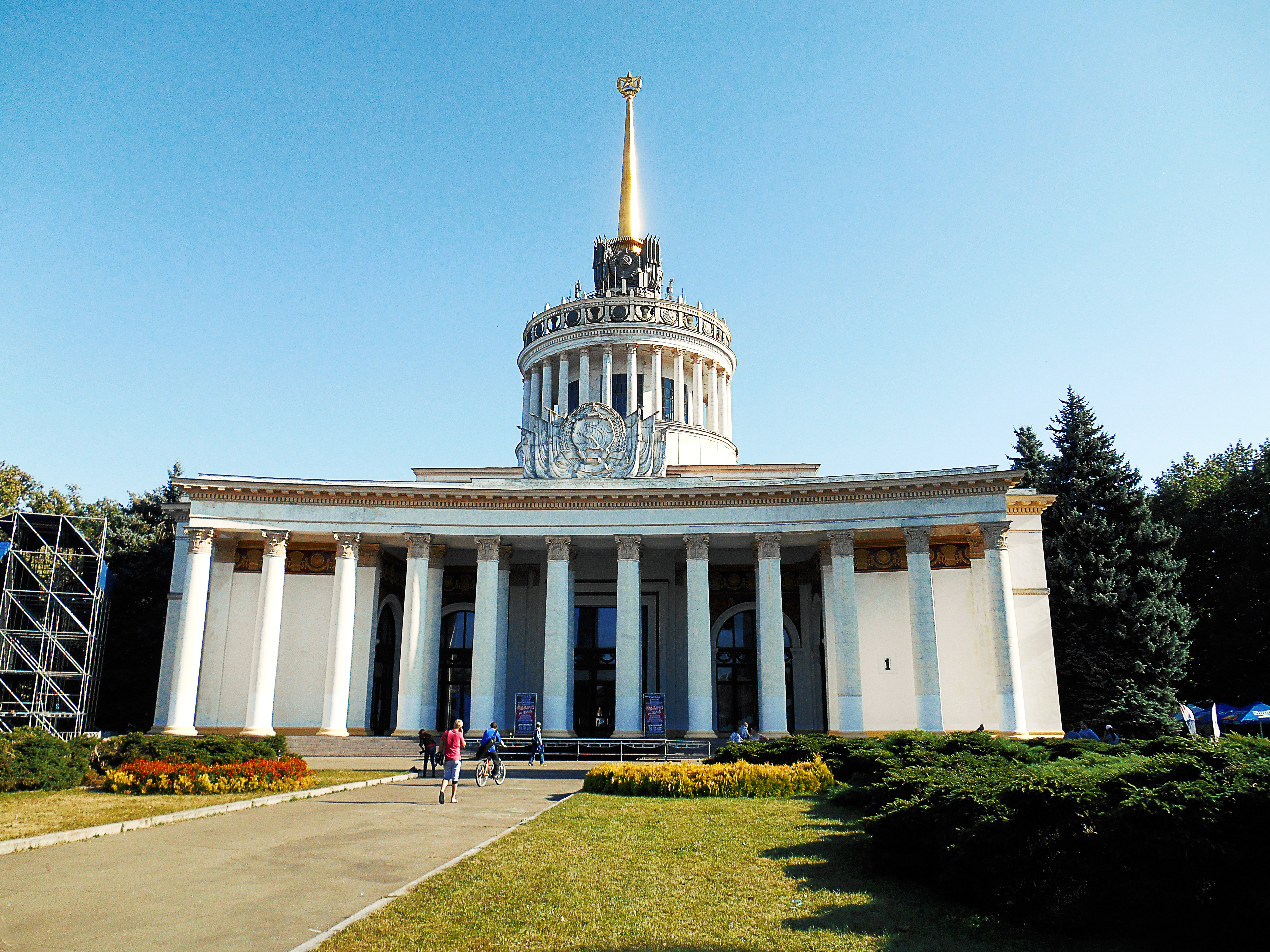
Головний корпус Національного експоцентру України
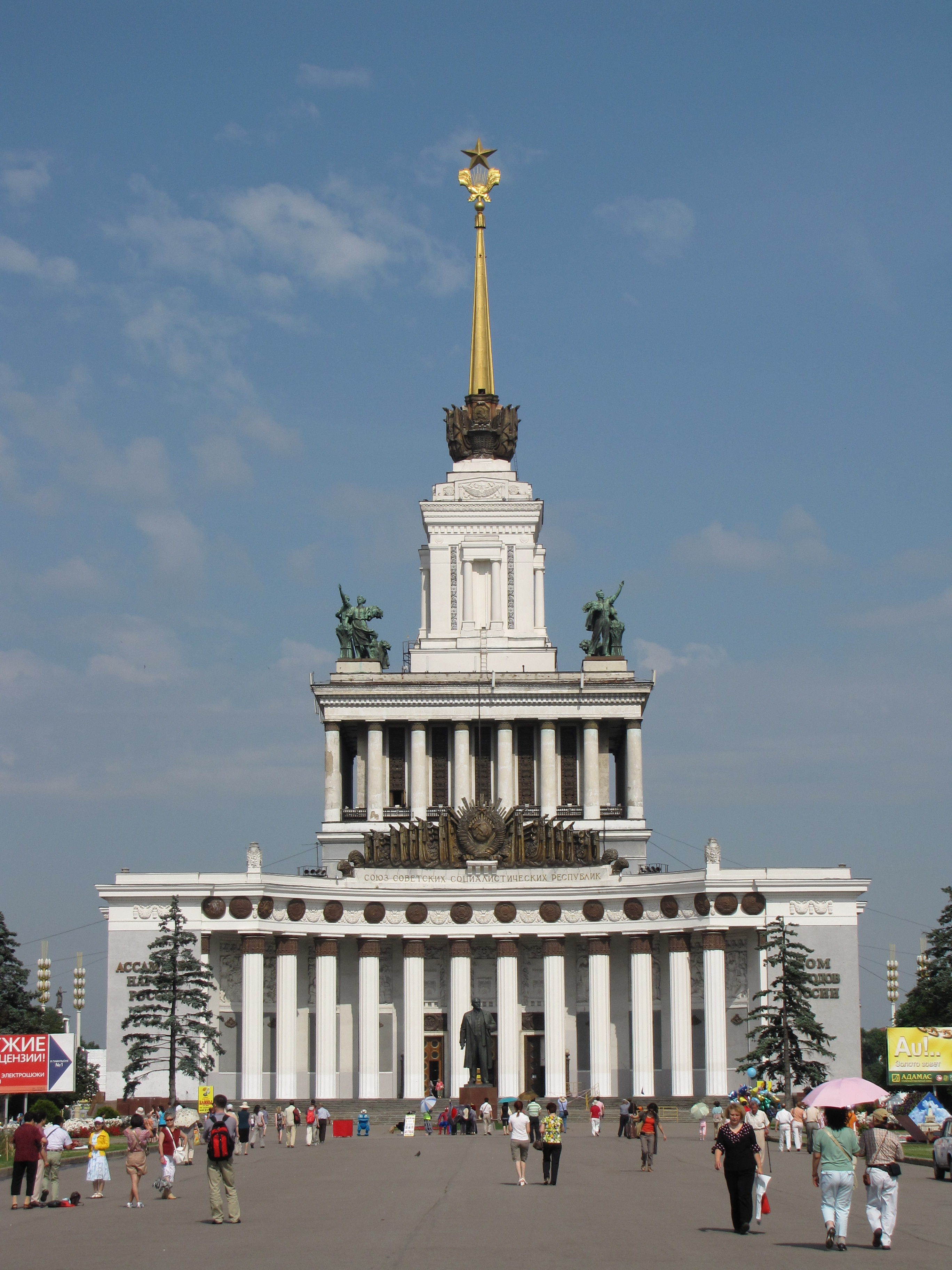
Головний павільйон ВДНГ у Москві
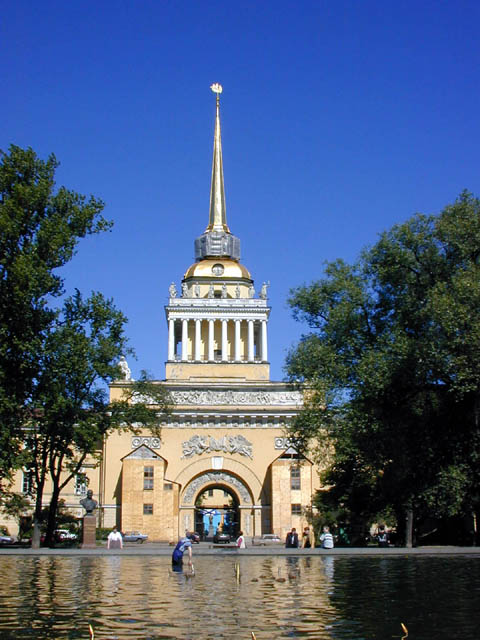
Головне Адміралтейство у Санкт-Петербурзі
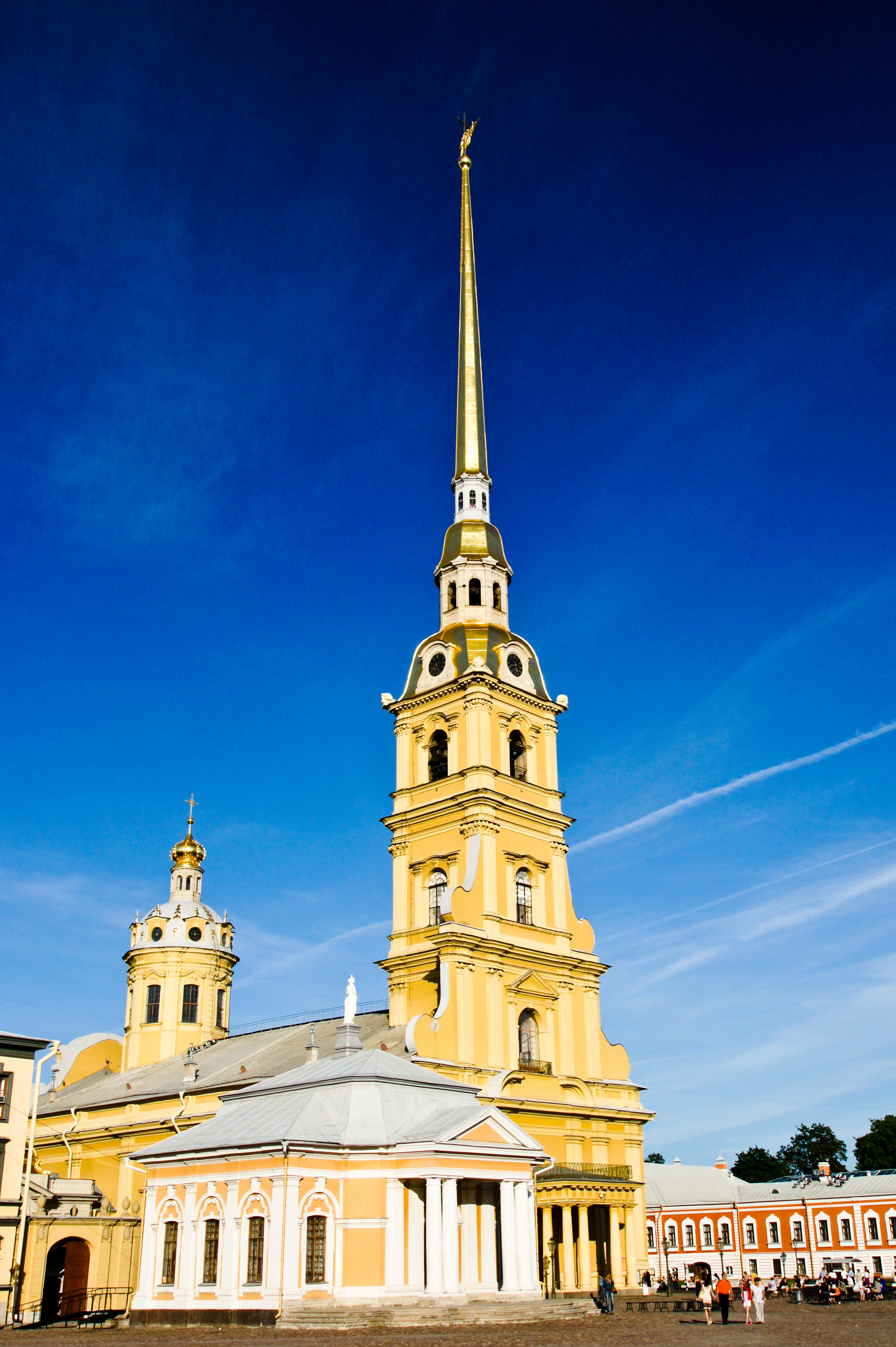
Петропавлівський собор у Санкт-Петербурзі